# Asian News International
Asian News International ou ANI est une agence de presse spécialisée dans les nouvelles concernant le sous-continent indien (Asie du Sud). Son siège est situé à New Delhi, en Inde. Elle dispose de cinquante bureaux régionaux, en Inde et dans divers pays du monde.
Dans les années 2020, elle est accusée d'être une « fabrique de fake news » et d'agir comme un canal de désinformation proche du gouvernement de l'Inde. Elle est accusée de citer de prétendus experts dans le but de discréditer les rivaux politiques du parti au pouvoir.

## Histoire

### Poursuite judiciaires contre d'autres organisations
En juillet 2024, ANI poursuit Press Trust of India l'accusant d'avoir violé son copyright en réutilisant sans sa permission des vidéoclip d'ANI montrant la destruction d'un aéronef SpiceJet ; elle réclamait 2 crore roupies à titre de dommages.
En septembre 2024, ANI poursuit Netflix, l'accusant d'avoir violé son copyright en reprenant des vidéoclips dans la série IC 814: The Kandahar Hijack (en) sans la permission d'ANI.
En juillet 2024, ANI dépose une plainte contre la Wikimedia Foundation (WMF) auprès de la Haute Cour de Delhi, affirmant avoir subi de la diffamation dans l'article « Asian News International » de la Wikipédia en anglais ; elle réclame 2 crore roupies (environ 240 000 US$ de 2024),,.
Lorsque la poursuite a été déposée, l'article de la Wikipédia en anglais sur ANI contenait : « a été accusée d'avoir servi d'outil de propagande pour le gouvernement central en place, de distribuer des documents provenant d'un vaste réseau de sites web de fausses nouvelles et d'avoir fait des reportages erronés à de multiples occasions ». ANI a accusé Wikipédia de publier « un contenu faux et diffamatoire dans l'intention malveillante de ternir la réputation de l'agence de presse, et visant à discréditer son image de marque »,,,.
Le 5 septembre 2024, la cour a menacé la WMF d'outrage au tribunal parce qu'elle a refusé de dévoiler des informations sur les contributeurs qui ont apporté des modifications à l'article et a averti que le site pourrait être bloqué en Inde si la WMF refusait de collaborer. Le juge responsable de ce dossier a déclaré : « Si vous n'aimez pas l'Inde, prière de ne pas travailler en Inde [...] Nous demanderons au gouvernement de bloquer votre site »,.
En réponse, la WMF a mis l'emphase que les informations inscrites dans l'article étaient étayées par plusieurs sources secondaires fiables.
Le juge Manmohan (en) a déclaré : « Je pense qu'il n'y a rien de pire pour une agence de presse que d'être qualifiée de marionnette d'une agence de renseignement, de larbin du gouvernement. Si c'est vrai, la crédibilité disparaît ».
Le 21 octobre 2024, à la suite d'un ordre de la cour, la WMF pose un bandeau sur l'article « Asian News International vs. Wikimedia Foundation » de la Wikipédia en anglais tout en blanchissant son contenu. C'est probablement la première fois qu'un article de la Wikipédia en anglais subit de telles modifications à la suite de l'ordre d'un tribunal. Le conseil d'administration de la WMF et Jimmy Wales ont publié conjointement un billet sur les raisons de bloquer la page : « si nous ne nous conformons pas à cet ordre, nous perdrons la possibilité de faire appel et les conséquences seraient désastreuses pour la réalisation de nos objectifs ultimes ici ».